# Liste der Naturdenkmale in Neukirchen (Knüll)
Die Liste der Naturdenkmale in Neukirchen (Knüll) nennt die im Gebiet der Stadt Neukirchen im Schwalm-Eder-Kreis in Hessen gelegenen Naturdenkmale.
| Bild            | Bezeichnung           | Ortsteil, Lage                             | Beschreibung                                                                               | Art   | Nr.     |
| --------------- | --------------------- | ------------------------------------------ | ------------------------------------------------------------------------------------------ | ----- | ------- |
| Fotos hochladen | 1 Buche „Süntelbuche“ | Neukirchen 50° 51′ 40,5″ N, 9° 19′ 34,7″ O | Aufgrund Seltenheit, Eigenart oder Schönheit geschützt.                                    | Buche | 634.300 |
| Fotos hochladen | Hoher Stein           | Neukirchen 50° 54′ 28,9″ N, 9° 24′ 0″ O    | Aufgrund Seltenheit, Eigenart oder Schönheit sowie erdgeschichtlicher Bedeutung geschützt. |       | 634.302 |

## Belege
1. ↑  Anlage: Tabelle 3 - Naturdenkmale im Schwalm-Eder-Kreis. (PDF; 7,45 MB) der 2. Verordnung zur Änderung der Verordnung zum Schutze der Naturdenkmale im Schwalm-Eder-Kreis vom 28. 04. 1986, zuletzt geändert durch Verordnung vom 8. Mai 2007. Der Kreisausschuss des Schwalm-Eder-Kreises, 17. Dezember 2008, S. 30, abgerufen am 7. Februar 2017.

- Karte mit allen Koordinaten:
- OSM |
- WikiMap